# Malene Vahl Rasmussen
Malene Vahl Rasmussen, född 22 november 1994 i Qaqortoq, är en grönländsk politiker. Hon var ledamot i Grönlands landsting åren 2018–2021. Hon representerar partiet Demokraatit.
I valet 2021 fick hon 40 röster och blev inte återvald, varefter hon grundade ett marknadsföringsföretag i Nuuk. Hon är utexaminerad från International Handel og Markedsføring.